# Макаронезія

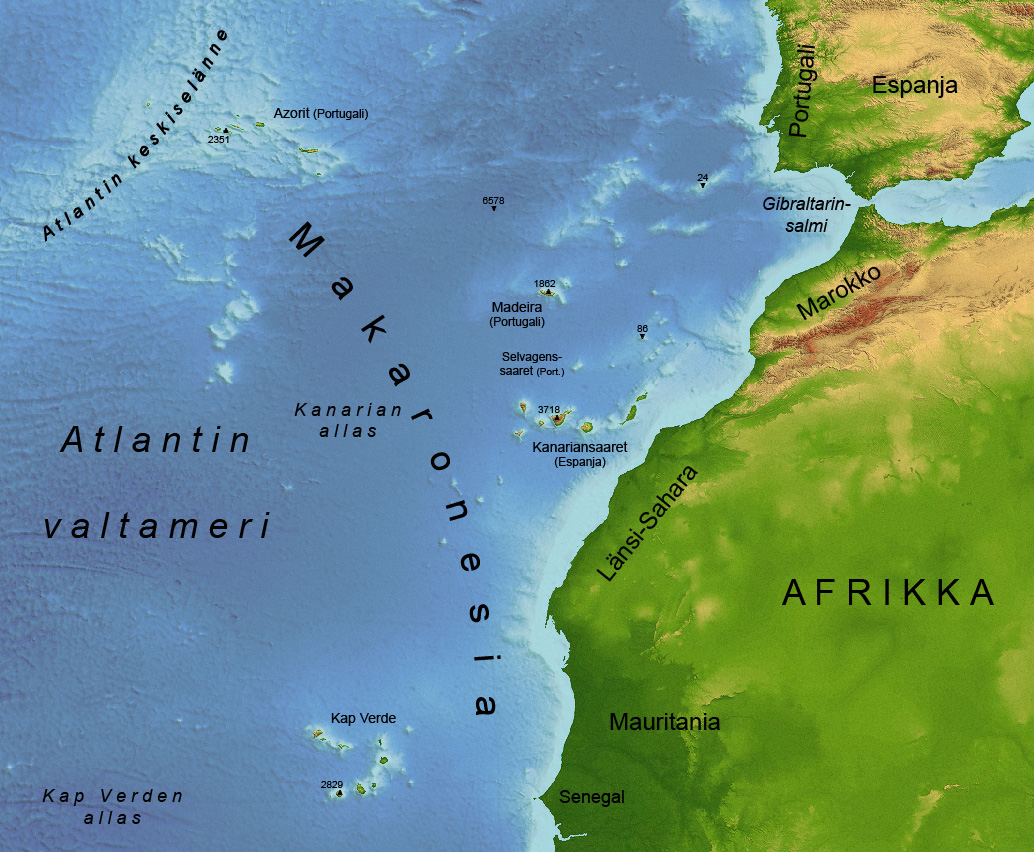
Макаронезія

Макароне́зія (Macaronesia) — загальна назва для кількох архіпелагів, розташованих в Атлантичному океані поблизу Європи й Африки. У перекладі з грец. μακάρων νῆσοι означає «Острови блаженних» — так старогрецькі географи називали острови на захід від Гібралтарської протоки. Назва пов'язана з легендарним середньовічним островом Святого Макарія, що розташовувався десь посеред Атлантичного океану.
Про ці острови свого часу писав римський природознавець Пліній Старший. У той час вони були ненаселені, але відомі залишки мегалітичних споруд на Канарських островах. Цей термін походить від ботаніка Філіпа Веба з його праці фр. «Histoire naturelle des Iles Canaries» (1835-1850).

## Склад
До складу Макаронезії входять 5 архіпелагів:
1. Канари (ісп. Las Islas Canarias;  Іспанія).
2. Азори (порт. Ilhas dos Açores;  Португалія).
3. Селваженш (порт. Ilhas Selvagens; ( Португалія).
4. Мадейра (порт. Arquipélago da Madeira;  Португалія).
5. Острови Зеленого мису (кабув. Kabu Verdi;  Кабо-Верде).

## Геологія

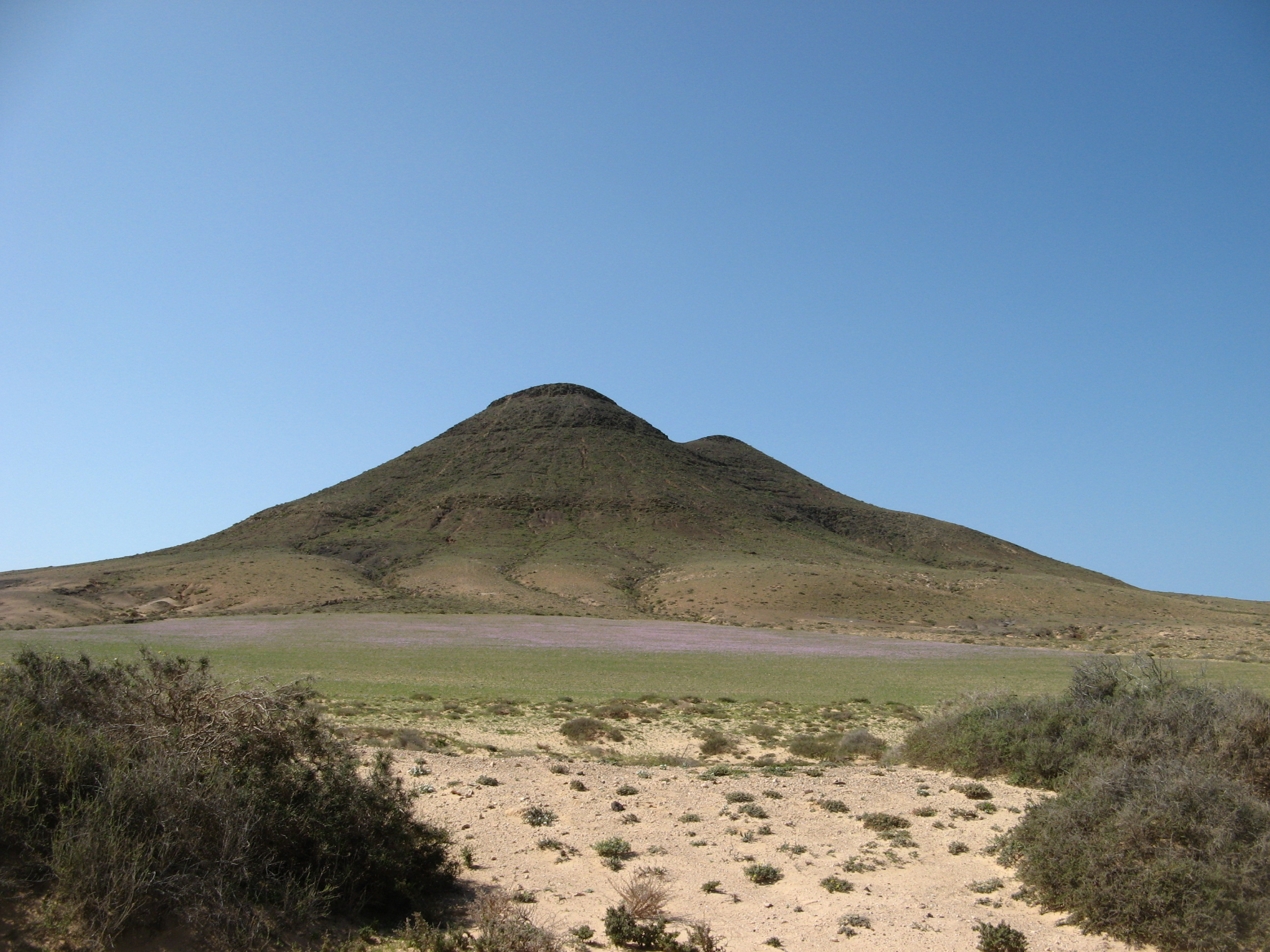
Вулкан на Фуертевентурі, Канарські острови

Острови вулканічного походження, хоч у давній основі їх залягають ді кембрійські породи, які подекуди виходять безпосередньо на верх (на островах Зеленого мису, частково на Канарських). На островах виявлені також осадові породи, переважно крейдяного періоду.
Геоморфологічні особливості, характер ґрунтів і ландшафтів Макаронезії у значній мірі визначаються поширенням вулканічних порід різного віку. На островах в історичний час відбувалась інтенсивна вулканічна діяльність (у групі Канарських островів — на островах Тенерифе, Лансароте і Пальма; на Азорських — у горах Сан-Мігел, Терсейра, Піку і Фаял; на островах Зеленого мису вулкан Фогу діяв у 1909 році). Відмічені також підводні виверження поблизу Азорських островів.

## Клімат

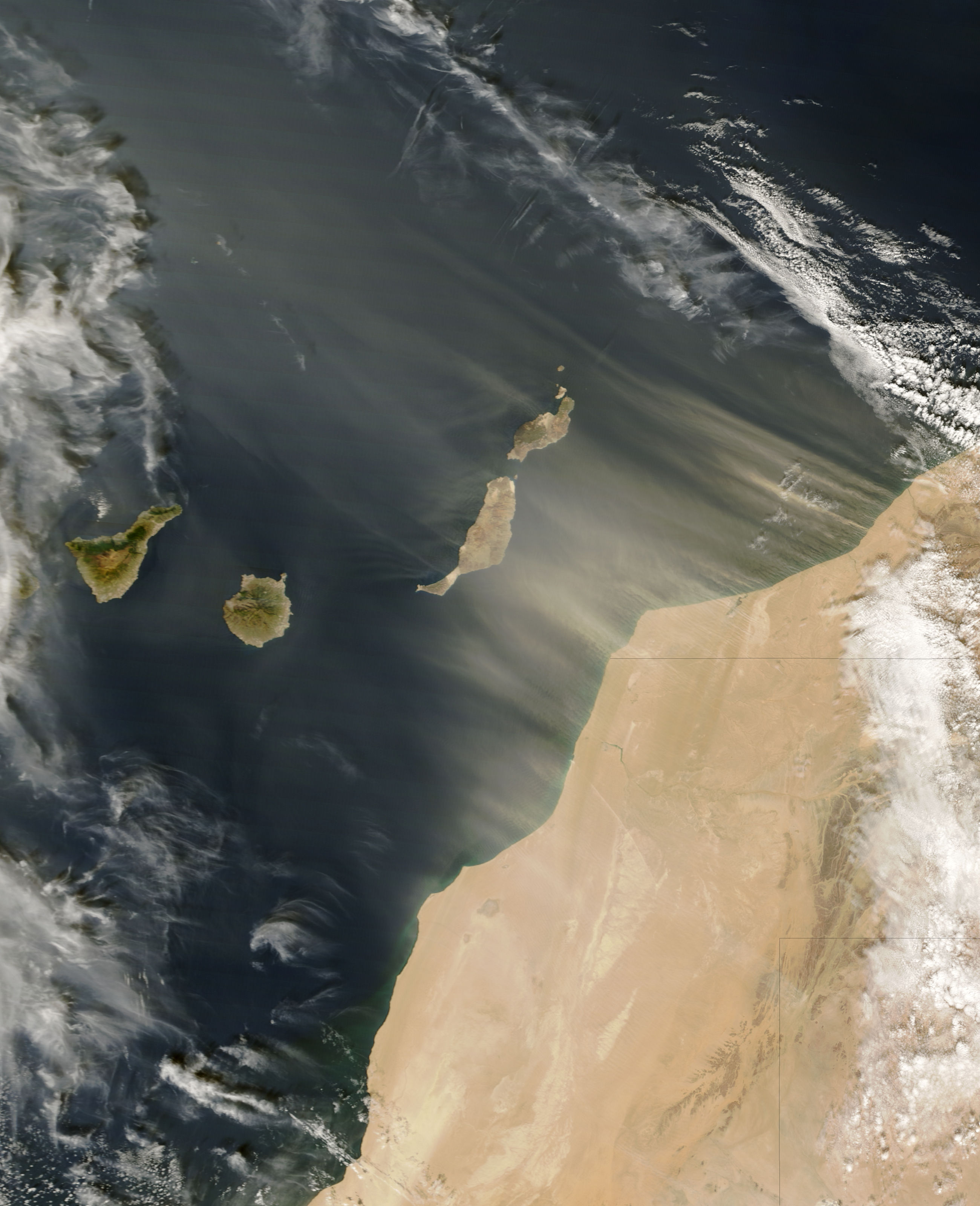
Перенос піску та пилу пасатами із Сахари на Карибські острови

Клімат островів середземноморський, переходить від субтропічного до тропічного. Португальські архіпелаги Азорські острови і Мадейра мають загалом більш прохолодний клімат, з більшою кількістю опадів, ніж Канарські й Острови Зеленого мису. Середньорічна температура на островах Зеленого мису досягає 24,5 °C, на Азорських — 17,3 °C. Річна амплітуда температури на островах невелика. Кількість опадів зростає в напрямі від островів Зеленого Мису до Азорських (на островах Зеленого мису — 250—300 мм, на Канарських — 335 мм, на Мадейрі — 683 мм, на Азорських — до 940 мм). На Макаронезії в нижній зоні морозів не буває; на гірських вершинах (на Канарських островах вище 1500 м) іноді випадає сніг, який швидко тане; снігопад у горах найчастіше буває в період від лютого до квітня.

## Рослинний світ

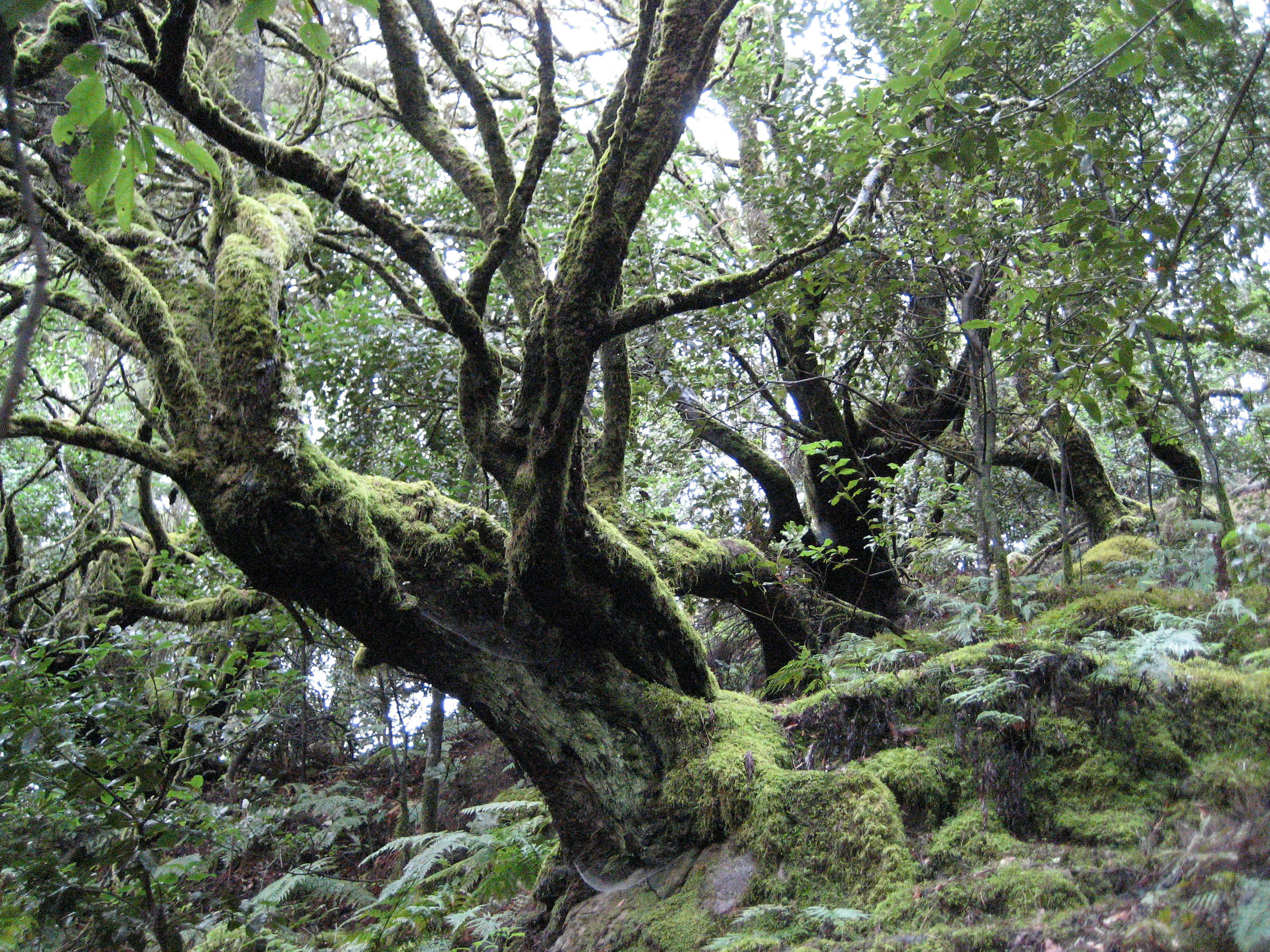
Зарості лаурісілви — лаврових лісів

Острови Макаронезії звичайно виділяють у самостійну флористичну область, яка становить перехідний ступінь від середземноморської до африкансько-тропічної флори. Пояс африканських ксерофітів, яких нема на Азорських островах, багато представлений на островах Зеленого Мису і в нижній зоні Канарських островів. Пояс вічнозелених лісів простягається на острові Мадейра на незначній висоті, а на Азорських починається з рівня моря. Багато ендемічних видів тварин і рослин та загалом цікава біогеографія островів, бо жоден з них не був колись частиною континента. Тому заселялись вони тваринами й рослинами що змогли здолати значну відстань. На Мадейрі, Азорах та частині Канарських островів на висотах 400 — 1 200 м ростуть реліктові лаврові ліси лаурісілви (порт. Laurissilva), що колись вкривали усе Середземномор'я та північно-західну Африку до настання льодовикового періоду. Дерева родів Apollonias (родина Lauraceae), Clethra (родина Clethraceae), Драцена (родина Ruscaceae), Ocotea (родина Lauraceae), Persea (родина Lauraceae), та Picconia (родина Oleaceae), що ще зустрічаються на островах відомі за викопними рештками й на узбережжі Середземного моря. Заготівля лісу на пиломатеріали й дрова, розширення площі агрокультури, і завезення екзотичних видів рослин і тварин для людських потреб витіснило лаурісілву до невеличких спорад й фацій. Це наражає ендемічну біоту островів на серйозну небезпеку або навіть може призвести до її повного зникнення.

## Тваринний світ
Стрибаючий вид павука Macaroeris названий на честь Макаронезії.